# Léon Cogniet
Léon Cogniet (n. 29 august 1794, Paris, Prima Republică Franceză – d. 20 noiembrie 1880, Paris, Île-de-France, Franța) a fost un pictor francez de subiecte istorice și portrete. Probabil că este cel mai bine amintit ca profesor, având peste o sută de elevi notabili.

## Biografie
S-a născut la Paris. Tatăl său a fost pictor și designer de tapet. În 1812, s-a înscris la École des Beaux-Arts, unde a studiat cu Pierre-Narcisse Guérin . De asemenea, a lucrat în studiourile lui Jean-Victor Bertin. După ce a eșuat în încercarea de a câștiga Prix de Rome în 1816, a câștigat anul următor cu reprezentarea sa a Elenei salvată de Castor și Pollux și a primit o bursă pentru a studia la Academia Franceză din Roma până în 1822. Înainte de a pleca, a avut prima sa expoziție la Salon.

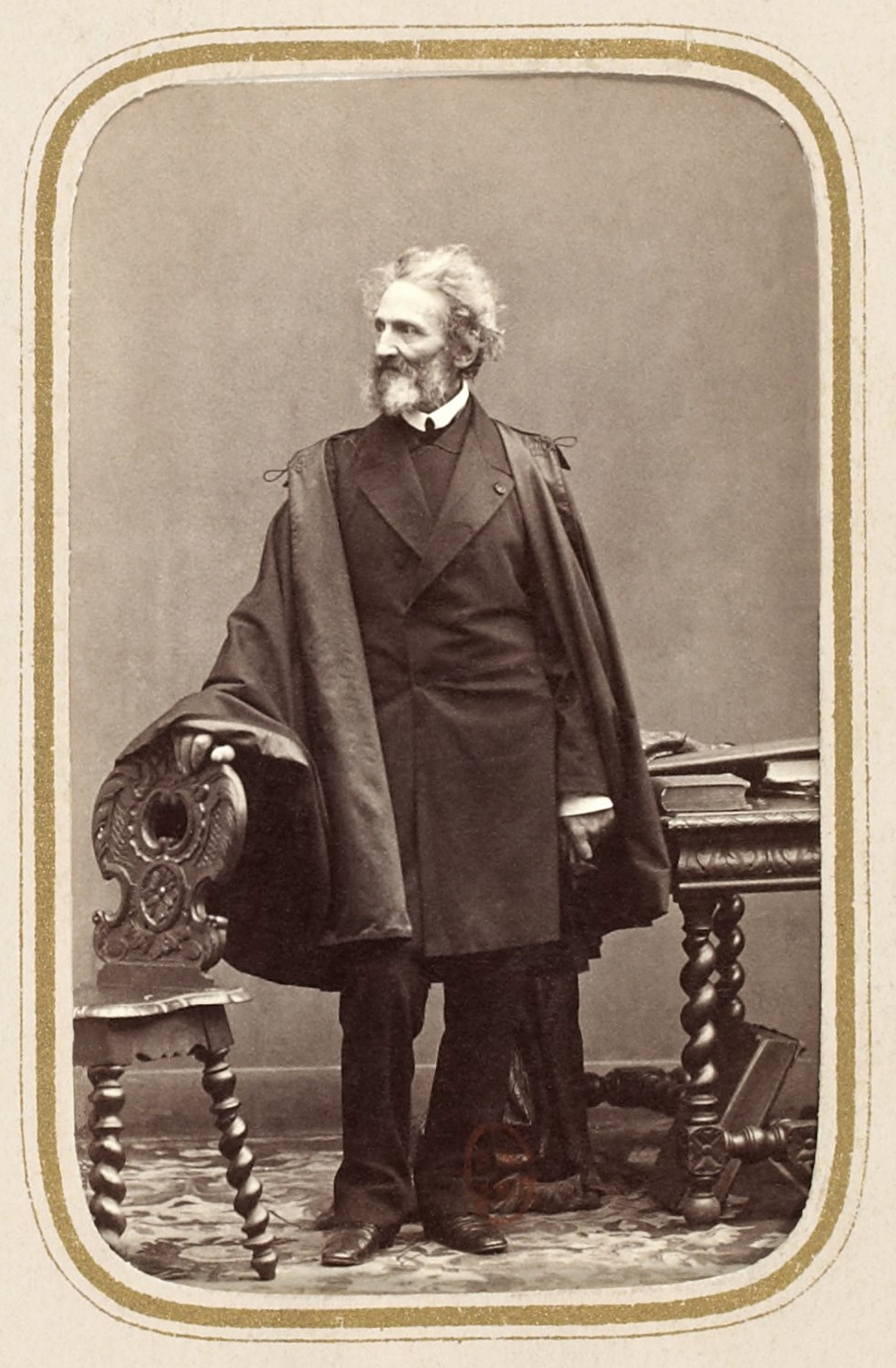
Cogniet în 1865

În 1827, a realizat o serie de picturi murale despre viața Sfântului Ștefan pentru biserica Saint-Nicholas-des-Champs. Din 1833 până în 1835, a pictat o scenă din expediția lui Napoleon în Egipt pe unul dintre plafoanele de la Luvru. Între 1840 și 1860, a condus un atelier popular de pictură pentru femei, condus de sora sa Marie Amélie și de una dintre elevele sale, Catherine Caroline Thévenin (1813–1892), care mai târziu i-a devenit soție. După 1843, s-a concentrat aproape în întregime pe predare, cu realizarea ocazională a unor portrete. După 1855, a renunțat practic la pictură.
După 1831, a predat design la Lycée Louis-le-Grand. De asemenea, a predat la École polytechnique din 1847 până în 1861. În 1851, a fost numit profesor la École des Beaux-Arts, funcție pe care a deținut-o până în 1863, când s-a pensionat, renunțând încet la studenții săi particulari și devenind mai retras.
A murit uitat în arondismentul 10 al Parisului în 1880 și este înmormântat la Père-Lachaise.
Sora sa a fost pictorița Marie Amélie Cogniet.

## Lucrări (selecție)
Picturi de subiecte istorice:
- La Garde nationale de Paris part pour l'armée, Septembre 1792 (Garda Națională din Paris în drum spre armată, septembrie 1792)
- Tintoretto pictându-și fiica moartă (1843; Musée des Beaux-Arts din Bordeaux )
- Scenele din iulie 1830

Portrete:
- Maréchal Maison
- Ludovic Filip
- M. de Crillon
- Jean-François Champollion

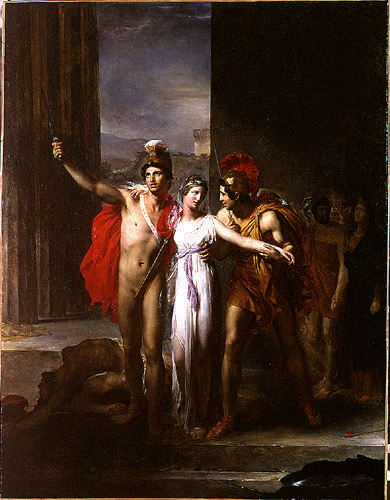
Elena salvată de Castor și Pollux, 1817
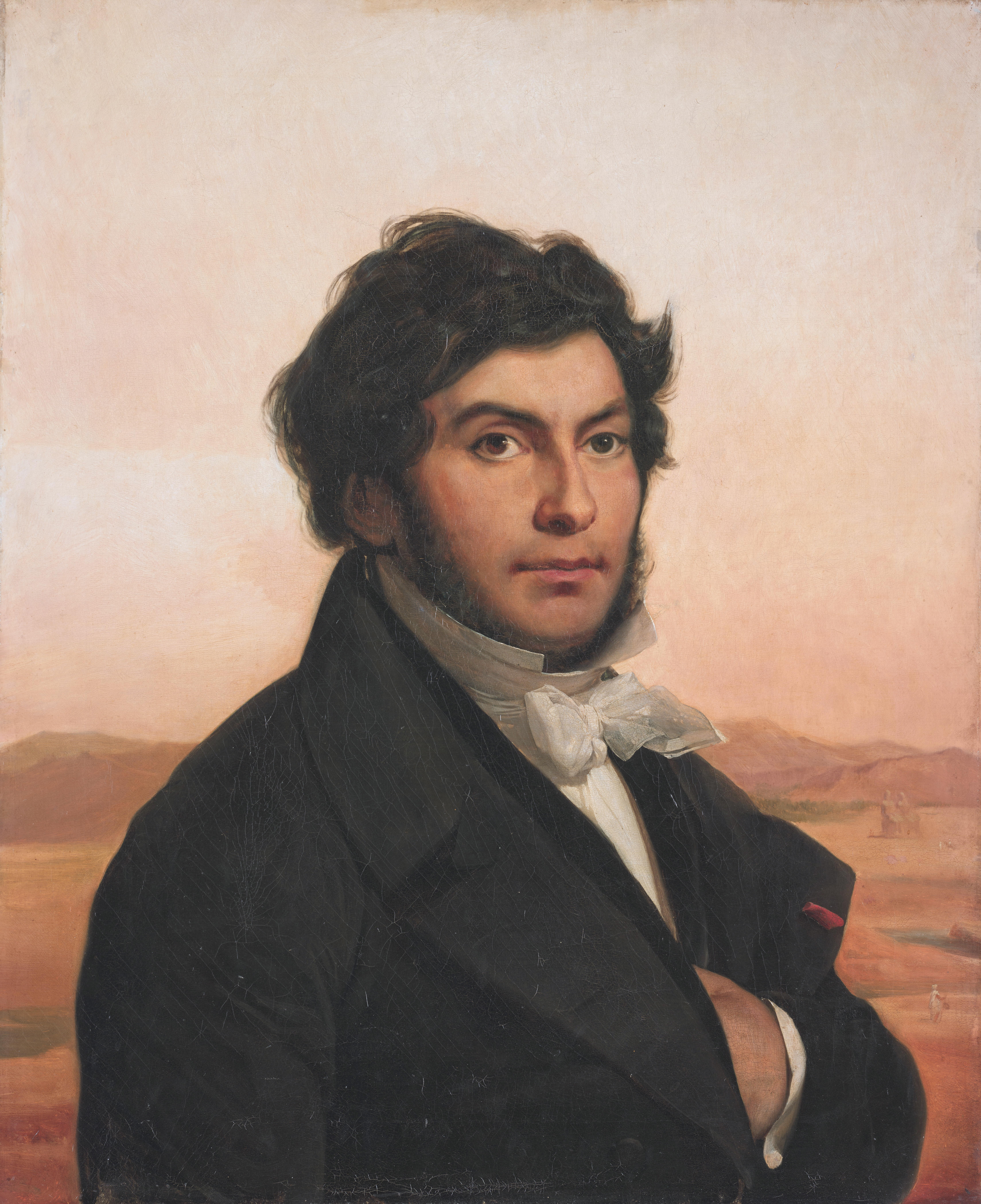
Jean-François Champollion, 1831
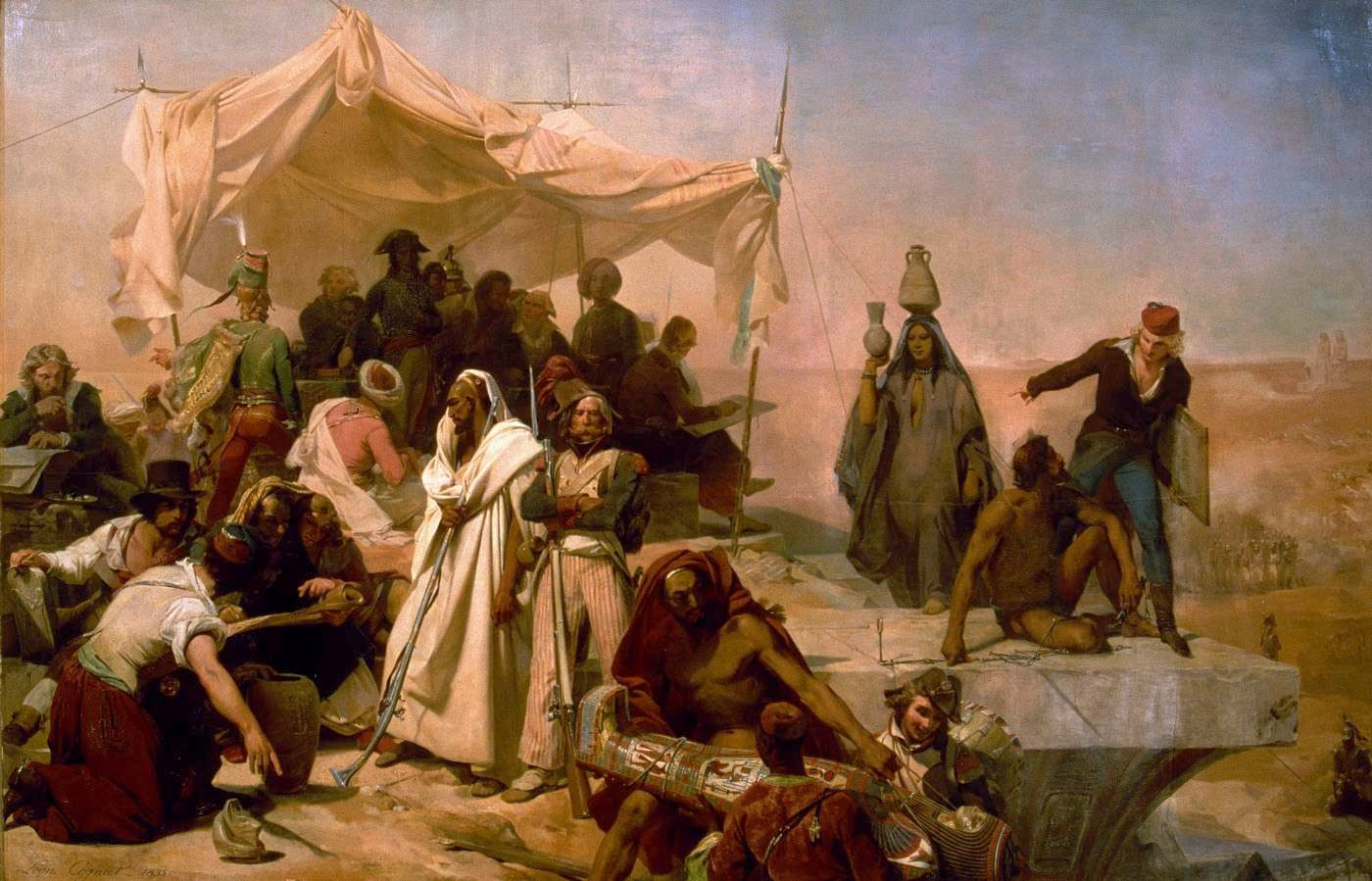
Expediția egipteană sub comanda lui Bonaparte, plafonul Luvru, 1835

## Elevii
Printre numeroșii săi elevi s-au numărat:
- Félix-Joseph Barrias
- Louis-Ernest Barrias
- Émile Bayard
- François-Léon Benouville
- Émile Bin
- Nils Blommér
- Rosa Bonheur
- Léon Bonnat
- Alfred Boucher
- Marie-Abraham Rosalbin de Buncey
- Adolphe-Félix Cals
- Henriette Cappelaere
- Henri Chapu
- François Chifflart
- Pierre Auguste Cot
- Alfred Darjou
- Alfred de Dreux
- Alfred Dehodencq
- Godefroy Durand
- Louis Duveau
- Augustin Feyen-Perrin
- Claude Ferdinand Gaillard
- Wojciech Gerson
- Karl Girardet
- Eugène Ernest Hillemacher
- Jean-Paul Laurens
- Jules Lefebvre
- Diogène Maillart
- Francisco Masias Rodriguez
- Oscar-Pierre Mathieu
- Constant Mayer
- Jean-Louis-Ernest Meissonier
- Hugues Merle
- Charles Louis Müller
- Ion Negulici
- Victor Nehlig
- Dominique Papety
- Henri Félix Emmanuel Philippoteaux
- Paul Philippoteaux
- Adolphe Piot
- Gustav Richter
- Tony Robert-Fleury
- Henryk Rodakowski
- Louis Rubio
- Eugénie Salanson
- Hippolyte Sebron
- Charles Sellier
- Alexandre Ségé
- Emma Formstetcher